# Japanagromyza insularum
Japanagromyza insularum är en tvåvingeart som beskrevs av Spencer 1963. Japanagromyza insularum ingår i släktet Japanagromyza och familjen minerarflugor. Inga underarter finns listade i Catalogue of Life.